# 小行星7960
小行星7960（7960 Condorcet）是一颗绕太阳运转的小行星，为主小行星带小行星。该小行星于1994年8月10日发现。

## 轨道参数
小行星7960的轨道半长轴为2.1847496 UA，离心率为0.073。